# オビディウ・スティンガ
オビディウ・スティンガ（Ovidiu Stîngă、1972年12月5日 - ）は、ルーマニアの元サッカー選手。元ルーマニア代表。ポジションはミッドフィールダー。

## 来歴
1993年にルーマニア代表デビュー。1994 FIFAワールドカップのメンバーにも選ばれたが、出場機会は無かった。その後、UEFA EURO '96、1998 FIFAワールドカップにも出場した。1999年までに24試合に出場した。

## 代表歴

### 出場大会
- ルーマニア代表
  - 1994 FIFAワールドカップ
  - 1998 FIFAワールドカップ

### 試合数
- 国際Aマッチ 24試合 0得点（1993年-1999年）[1]

| ルーマニア代表 | 国際Aマッチ | 国際Aマッチ |
| 年             | 出場        | 得点        |
| -------------- | ----------- | ----------- |
| 1993           | 6           | 0           |
| 1994           | 3           | 0           |
| 1995           | 2           | 0           |
| 1996           | 5           | 0           |
| 1997           | 0           | 0           |
| 1998           | 6           | 0           |
| 1999           | 2           | 0           |
| 通算           | 24          | 0           |